# Oskar Lasa Elizalde
Oskar Lasa Elizalde (Etxarri-Aranatz (Navarra) 1972), més conegut com a Lasa III, és un jugador professional de pilota basca a mà, en la posició de rest, en nòmina de l'empresa Aspe. Va debutar l'any 1993 al frontó de Zarautz.

## Palmarés
- Campió per parelles: 1997, 2000 i 2002
  - Subcampió per parelles: 2004
- Campió del Trofeu Costa Blanca: 2009
  - Subcampió del Trofeu Costa Blanca: 2008